# Liste des gouverneurs de la province portugaise de Sao Tomé-et-Principe
Cet article présente la liste des gouverneurs des provinces portugaises de São Tomé et Principe, découvertes et revendiquées par le Portugal dans les années 1470.
Chaque île est gouvernée comme une entité distincte jusqu'en 1753. En 1951, les îles deviennent provinces d'outre-mer du Portugal. Leur autonomie leur est finalement accordée en 1974 et l'indépendance le 12 juillet 1975, fondant « Sao Tomé-et-Principe ».
Les premiers dirigeants de São Tomé sont nommés « capitaines », jusqu'à Francisco Fernandes de Figueiredo, premier « gouverneur » en 1586, de même pour Principe en 1851 avec Francisco Ferreira Coelho Cintra. Le territoire est dit « autonome » dès 1974, gouverné par le « haut commandeur » António Elísio Capelo Pires Veloso.

## São Tomé

### Colonie portugaise (1485-1599)
- 24 septembre 1485 – 3 février 1490 : João de Paiva (pt)
- 3 février 1490 – 29 juillet 1493 : João Pereira (pt)
- 29 juillet 1493 – 28 avril 1499 : Álvaro de Caminha
- 11 décembre 1499 – vers 1512 :  Fernão de Melo
- vers 1512 – vers 1516 : João de Melo da Câmara
- vers 1516 – vers 1517 : Diogo de Alcáçova
- 1517 – 19 décembre 1522 : João de Melo
- 1523 – 15?? : Vasco Estevens
- 15?? – 1531 : Fernão Lopes de Segura
- 1531 – vers 1535 : Henrique Pereira
- vers 1535 – 1541 : Pedro Botelho
- 1541 – 1545 : Diogo Botelho Pereira
- 1546 – vers 1554 : Francisco de Barros de Paiva
- vers 1558 – 1559 : Pedro Botelho
- 1559 – 1560 : Cristóvão de Barros
- 1560 – 1564 : Cristóvão Dória de Sousa (par intérim)
- 1564 – 1569 : Francisco de Gouveia
- 1569 – 1571 : Francisco de Pavia Teles
- 1571 – 1575 : Diogo Salema
- 1575 – vers 1582 : António Monteiro Maciel
- vers 1582 – vers 1584 : ?
- vers 1584 – 1587 : Francisco Fernandes de Figueiredo
- 1587 : Martinho de Ulhoa
- 1587 – 1591 : Miguel Teles de Moura
- 1591 : Gonçalo Alves
- 1591 – 1592 : Duarte Peixoto da Silva
- 1592 – 1593 : Francisco de Vila Nova
- 1593 – 1595 : Fernandes de Meneses
- 9 - 28 juillet 1595 : rébellion d'Amador
- 1595 – 1597 : Fernandes de Meneses
- 1597 – 1598 : Vasco de Carvalho
- 1598 – 19 octobre 1599 : João Barbosa da Cunha (par intérim)

### Occupation néerlandaise (1599)
- 19 – 24 octobre 1599 : Pieter van der Does
- 24 octobre 1599 – 1599 : Cloper
- 1599 – 5 novembre 1599 : Leijnsen

### Colonie portugaise (1599-1641)
- 5 novembre 1599 – 1601 : João Barbosa da Cunha (par intérim)
- 1601 – 1604 : António Maciel Monteiro (par intérim)
- 1604 – 1608 : Pedro Botelho de Andrade
- 1608 – 1609 : João Barbosa da Cunha (par intérim)
- 25 janvier 1609 – février 1609 : Fernando de Noronha
- février 1609 – 1609 : João Barbosa da Cunha
- 1609 – 1611 : Constantino Lobo Tavares
- 1611 : João Barbosa da Cunha (par intérim)
- 1611 : Francisco Teles de Meneses
- 1611 – 1613 : Luís Dias de Abreu
- 1613 – 1614 : Feliciano Coelho de Carvalho
- 1614 – 6 juillet 1614 : Jerônimo de Quintanilha
- 1614 – 1616 : Luís Dias de Abreu
- 1616 – 1620 : Miguel Correia Baharem
- 1620 – 26 octobre 1621 : Pedro da Cunha Lobo
- 26 octobre 1621 – mai 1623 : Félix Pereira
- mai 1623 – 1627 : Jerónimo de Melo Fernando
- 1627 – 1628 : André Gonçalves Maracote
- 1628 – 30 octobre 1630 : Lourenço Pires de Távora (par intérim)
- 30 octobre 1630 – 1632 : Francisco Barreto de Meneses
- 1632 – avril 1636 : Lourenço Pires de Távora (par intérim)
- avril 1636 – juillet 1636 : António de Sousa de Carvalho
- juillet 1636 – 1640 : Lourenço Pires de Távora (par intérim)
- 1640 : Manuel Quaresma Carneiro
- 1640 – 3 octobre 1641 : Miguel Pereira de Melo e Albuquerque (par intérim)

### Occupation néerlandaise (1641-1648)
- 16 octobre 1641 – 6 juillet 1649 : ?

### Colonie portugaise (1641-1709)
- 1641 – 8 novembre 1642 : Paulo da Ponte (par intérim)
- 8 novembre 1642 – 1645 : Lourenço Pires de Távora
- 1645 – 28 septembre 1656 : Jerônimo Correia de Carvalho
- 28 septembre 1656 – 1661 : Cristóvão de Barros do Rêgo
- 1661 – 1669 : Pedro da Silva
- 1669 – 1671 : Paulo Ferreira de Noronha
- 1671 – 1673 : Chambre du sénat
- 1673 – 13 juillet 1677 : Julião de Campos Barreto
- 13 juillet 1677 – 1680 : Bernardim Freire de Andrade
- 1680 – 13 janvier 1683 : Jacinto de Figueiredo e Abreu (pt)
- 13 juillet 1683 – 1683 : Chambre du Sénat
- 1683 – 12 novembre 1687 : João Álvares da Cunha (par intérim)
- 12 novembre 1687 – 1687 : António Pereira de Brito e Lemos
- 1687 – juin 1689 : Bento de Sousa Lima
- 1689 – 1693 : António Pereira de Lacerda
- 1693 – 1694 : António Pereira de Barredo
- 1694 – 22 juillet 1695 : Chambre du Sénat
- 22 juillet 1695 – 8 janvier 1696 : José Pereira Sodré
- 8 janvier 1696 – octobre 1697 : João da Costa Matos
- octobre 1697 – février 1702 : Manuel António Pinheiro da Câmara
- 1702 – 17 octobre 1709 : José Correia de Castro

### Occupation française (1709)
- 17 avril 1709 – 15 mai 1709 : Parent

### Colonie portugaise (1709-1753)
- 17 octobre 1709 – juin 1710 : Vicente Dinis Pinheiro
- juin 1710 – 24 juin 1715 : Chambre du Sénat
- 24 juin 1715 – 1716 : Bartolomeu da Costa Ponte
- 1716 – octobre 1717 : Chambre du Sénat
- octobre 1717 – 1720 : António Furtado Mendonça
- 1720 – 13 avril 1722 : Chambre du Sénat
- 13 avril 1722 – 22 octobre 1727 : José Pinheiro da Câmara
- 22 octobre 1727 – 4 janvier 1731 : Serafim Teixeira Sarmento de Sá
- 4 janvier 1731 – 5 décembre 1736 : Lopo de Sousa Coutinho
- 5 décembre 1736 – mai 1741 : José Caetano Soto Maior
- mai 1741 - 26 juin 1741 : António Ferrão de Castelo Branco
- 26 juin 1741 – 1744 : Chambre du Sénat
- 1744 : Francisco Luís da Conceição
- 1744 – 1745 : Francisco de Alva Brandão (par intérim)
- 1745 – 1747 : Chambre du Sénat
- 1747 – 1748 : Francisco Luís das Chagas
- 1748 – 21 mai 1751 : Chambre du Sénat
- 21 mai 1751 – 2 juin 1751 : António Rodrigues Neves
- 2 juin 1751 – 1754 : Chambre du Sénat

## Principe
- 1500 – 3 avril 1545 : António Carneiro, seigneur de Vimioso
- 3 avril 1545 – 15?? : Francisco de Alcaçova Carneiro
- 15?? – 16?? : Luís Carneiro
- 16?? – 1640 : Francisco Carneiro
- 4 février 1640 –1690 : Luís Carneiro de Sousa, comte de Principe
- 1690 – 7 janvier 1708 : Francisco Luís Carneiro de Sousa, comte de Principe
- 7 janvier 1708 – 6 novembre 1724 : António Carneiro de Sousa, comte de Principe
- 6 novembre 1724 – 18 novembre 1731 : Francisco Carneiro de Sousa, comte de Principe
- 18 novembre 1731 - 29 octobre 1753 : Carlos Carneiro de Sousa e Faro, comte de Principe
- 1753 – 1851 :
- 1851 – 1852 : Francisco Ferreira Coelho Cintra
- 1852 – 1852 : Manuel Francisco Landolph
- 1852 – 1854 : Manuel Mariano Ghira
- 1854 – 1857 : Joaquim José de Sousa Osório Menezes
- 1857 – 1860 : João Manuel de Melo
- 1862 – 1862 : João Filipe de Gouveia

## São Tomé et Principe

### Colonie portugaise (1753-1951)
- 1753 – 1755 : Chambre du Sénat
- 1755 : Lopo de Sousa Coutinho
- 1755 – 1758 : Chambre du Sénat
- 1758 – 1761 : Luís Henrique da Mota e Mele
- 1761 – 1767 : Chambre du Sénat
- 1767 – 1768 : Lourenço Lôbo de Almeida Palha
- 1768 – 1770 : Chambre du Sénat
- 1770 – 1778 : Vicente Gomes Ferreira
- 1778 – 1782 : João Manuel de Azambuja
- 1782 – 1788 : Cristóvão Xavier de Sá
- 1788 – 1797 : João Resende Tavares Leote
- 1797 : Inácio Francisco de Nóbrega Sousa Coutinho
- 1797 : Manuel Monteiro de Carvalho (par intérim)
- 1797 – 1798 : Varela Borca
- 1798 – 1799 : Manuel Francisco Joaquim da Mota
- 1799 : Francisco Rafael de Castelo de Vide
- 1799 – 1802 : João Baptista de Silva
- 1802 – 1805 : Gabriel António Franco de Castro
- 1805 – 1817 : Luís Joaquim Lisboa
- 1817 – 1824 : Filipe de Freitas
- 1824 – 1830 : João Maria Xavier de Brito
- 1830 – 1834 : Joaquim Bento da Fonseca
- 1834 – 1836 : Gouvernement provisoire[Par qui ?]
- 1836 – 1837 : Fernando Correia Henriques de Noronha (pt) (par intérim)
- 1837 – 1838 : Leandro José da Costa
- 1838 – 1839 : José Joaquim de Urbanski
- 1839 – 1843 : Bernardo José de Sousa Soares de Andrea (pt)
- 5 février 1843 – 2 mars 1843 : Leandro José da Costa
- 2 mars 1843 – 1er mai 1846 : José Maria Marquês
- 1er mai 1846 – 30 septembre 1847 : Chambre du Sénat
- 30 septembre 1847 – 20 novembre 1847 : Carlos Augusto de Morais e Almeida
- 20 novembre 1847 – 20 juillet 1848 : Chambre du Sénat
- 20 juillet 1848 – 30 juin 1849 : José Caetano René Vimont Pessoa
- 12 décembre 1849 – 9 mars 1851 : Leandro José da Costa
- 9 mars 1851 – 20 mars 1853 : José Maria Marquês
- 20 mars 1853 – 28 juillet 1855 Francisco José da Pina Rolo
- 28 juillet 1855 – 21 mars 1857 : Adriano Maria Passaláqua
- 21 mars 1857 – 15 janvier 1858 : Chambre du Sénat
- 15 janvier 1858 – 29 mai 1858 : Francisco António Correia
- 29 mai 1858–1859 : Chambre du Sénat
- 1859 – 21 novembre 1860 : Luís José Pereira e Horta
- 21 novembre 1860 – 8 juillet 1862 : José Pedro de Melo
- 8 juillet 1862 – 17 novembre 1862 : Chambre du Sénat
- 17 novembre 1862 – 30 mars 1863 José Eduardo da Costa Moura
- 30 mars 1863 – 8 janvier 1864 : João Baptista Brunachy
- 8 janvier 1864 – 2 août 1865 : Estanislau Xavier de Assunção e Almeida
- 2 août 1865 – 30 juillet 1867 : João Baptista Brunachy
- 30 juillet 1867 – 30 septembre 1867 : António Joaquim da Fonseca (pt)
- 30 septembre 1867 – 30 mai 1869 : Estanislau Xavier de Assunção e Almeida
- 30 mai 1869 – 7 octobre 1872 : Pedro Carlos de Aguiar Craveiro Lopes
- 7 octobre 1872 –juillet 1873 : João Clímaco de Carvalho (pt)
- 28 octobre 1873 – 1er novembre 1876 : Gregório José Ribeiro
- 1er novembre 1876 – 28 septembre 1879 : Estanislau Xavier de Assunção e Almeida
- 28 septembre 1879 – 28 novembre 1879 : Francisco Joaquim Ferreira do Amaral
- 28 novembre 1879 – 3 janvier 1880 :

Custódio Miguel de Borja (pt) (par intérim)
- 3 janvier 1880 – 30 décembre 1881 : Vicente Pinheiro Lôbo Machado de Melo e Almad
- 30 décembre 1881 – 26 janvier 1882 : Augusto Maria Leão (par intérim)
- 26 janvier 1882– 24 mai 1884 : Francisco Teixeira da Silva (pt)
- 24 mai 1884 – 25 août 1886 :  Custódio Miguel de Borja (pt)
- 25 août 1886 – 9 mars 1890 : Augusto César Rodrigues Sarmento
- 9 mars 1890 – 26 juin 1891 : Firmino José da Costa
- 26 juin 1891 – 8 décembre 1894 : Francisco Eugénio Pereira de Miranda (pt)
- 8 décembre 1894 – 8 avril 1895 : Jaime Lobo de Brito Godins (pt) (par intérim)
- 8 avril 1895 – 5 avril 1897 : Cipriano Leite Pereira Jardim
- 5 avril 1897 – 5 avril 1899 : Joaquim da Graça Correia e Lança (pt)
- 5 avril 1899 – 3 janvier 1901 : Amâncio de Alpoim Cerqueira Borges Cabral
- 3 janvier 1901 – 8 mai 1901 : Francisco Maria Peixoto Vieira (pt) (par intérim)
- 8 mai 1901 – 8 octobre 1902 : Joaquim Xavier de Brito
- 8 octobre 1902 – 7 juin 1903 : João Abel Antunes Mesquita Guimarães
- 7 juin 1903 – 14 décembre 1903 : João Gregório Duarte Ferreira (par intérim)
- 14 décembre 1903 – 13 avril 1907 : Francisco de Paula Cid
- 13 avril 1907 – 24 juin 1907 : Vítor Augusto Chaves Lemos e Melo (pt) (par intérim)
- 24 juin 1907 – 24 octobre 1908 : Pedro Berquó
- 24 octobre 1908 – 13 mars 1909 : Vítor Augusto Chaves Lemos e Melo (pt) (par intérim)
- 13 mars 1909 – 13 juin 1910 : José Augusto Vieira da Fonseca
- 13 juin 1910 – 7 août 1910 : Jaime Daniel Leote do Rego (pt)
- 7 août 1910 – 11 novembre 1910 : Fernando Augusto de Carvalho
- 12 novembre 1910 – 28 novembre 1910 : Carlos de Mendonça Pimentel e Melo (par intérim)
- 28 novembre 1910 – 14 juin 1911 : António Pinto Miranda Guedes
- 14 juin 1911 – 24 décembre 1911 : Jaime Daniel Leote do Rego (pt)
- 24 décembre 1911 - 13 mai 1913 : Mariano Martins (pt)
- 13 mai 1913 - 31 mai 1915 : Pedro do Amaral Boto Machado
- 31 mai 1915 – 6 juin 1915 : José Dionísio Carneiro de Sousa e Faro (pt)
- 6 juin 1915 – 28 juillet 1918 : Rafael dos Santos Oliveira (par intérim)
- 28 juillet 1918 – 11 juin 1919 : João Gregório Duarte Ferreira
- 11 juin 1919 – 25 septembre 1920 : Avelino Augusto de Oliveira Leite
- 25 septembre 1920 – 22 octobre 1920 : José Augusto de Conceição Alves Vélez (par intérim)
- 22 octobre 1920 – 2 juillet 1921 : Eduardo Nogueira de Lemos (par intérim)
- 2 juillet 1921 – 23 janvier 1924 : António José Pereira
- 23 janvier 1924 – 8 juillet 1926 : Eugénio de Barros Soares Branco
- 8 juillet 1926 – 31 août 1928 : José Duarte Junqueira Rato (pt)
- 31 août 1928 – 30 janvier 1929 : Sebastião José Barbosa (par intérim)
- 30 janvier 1929 – 31 août 1929 : Francisco Penteado
- 31 août 1929 – 17 décembre 1933 : Luís Augusto Vieira Fernandes
- 17 décembre 1933 – 8 mai 1941 : Ricardo Vaz Monteiro
- 8 mai 1941 – 5 avril 1945 : Amadeu Gomes de Figueiredo
- 5 avril 1945 – juillet 1948 : Carlos de Sousa Gorgulho
- juillet 1948 – 8 octobre 1950 : Afonso Manuel Machado de Sousa (par intérim)
- 8 octobre 1950 – 11 juin 1951 : Mário José Cabral Oliveira Castro (par intérim)

### Province d'outre-mer du Portugal (1951-1974)
- 11 juin 1951 – 28 juin 1952 : Mário José Cabral Oliveira Castro (par intérim)
- 28 juin 1952 – 18 avril 1953 : Guilherme António Amaral Abranches Pinto (par intérim)
- 18 avril 1953 – 19 mai 1953 : Fernando Augusto Rodrigues (par intérim)
- 19 mai 1953 – juillet 1953 : Afonso Manuel Machado de Sousa (par intérim)
- juillet 1953 – août 1954 : Francisco António Pires Barata
- août 1954 – 15 juin 1955 : Luís da Câmara Leme Faria (par intérim)
- 15 juin 1955 – 5 décembre 1956 : José Machado (par intérim)
- 5 décembre 1956 – 13 octobre 1957 : Octávio Ferreira Gonçalves (par intérim)
- 13 octobre 1957 – août 1963 : Manuel Marques de Abrantes Amaral
- août 1963 – 30 octobre 1963 : Alberto Monteiro de Sousa Campos (par intérim)
- 30 octobre 1963 – 1972 : António Jorge da Silva Sebastião
- 1973 – 1974 : João Cecilio Gonçalves
- 29 juillet 1974 – 18 décembre 1974 : António Elísio Capelo Pires Veloso

### Province autonome du Portugal (1974-1975)
- 18 décembre 1974 – 12 juillet 1975 : António Elísio Capelo Pires Veloso